# Afrakirche
Afrakirchen, Afrakapellen bzw. Afraklöster sind Sakralbauten, die nach der hl. Märtyrerin Afra von Augsburg († 304) benannt sind. Im Bistum Augsburg (dessen Gebiet bis ins 19. Jahrhundert auch Gebiete des heutigen Baden-Württembergs umfasste) ist ihr Patrozinium oft mit dem des anderen Bistumspatrons, dem hl. Ulrich von Augsburg, verknüpft.

## Deutschland
- St. Hilaria und Afra (Arnried)
- St. Afra (Berlin)
- St. Afra (Betzigau), Bayern
- St. Afra (Eggenthal), Bayern
- St. Afra (Lachen), Bayern
- St. Afra im Felde in Friedberg (Bayern)
- Afrakapelle (Landshut) im Kloster Seligenthal, Bayern
- St. Afra (Maidbronn), Bayern, Landkreis Würzburg
- Kloster St. Afra (Meißen), Sachsen
- St. Afra (Mühlenbach) (Schwarzwald), Baden-Württemberg
- St. Afra (Neckargerach), Baden-Württemberg
- St. Afra (Obernheim), Baden-Württemberg
- St. Afra (Ratshausen), Baden-Württemberg
- St. Afra (Kloster), Klarissinnenkloster bei Seußlitz, Sachsen
- Afra-Kapelle im Speyerer Dom, Rheinland-Pfalz
- St.-Afra-Kapelle (Schelklingen) in Schelklingen, Baden-Württemberg
- St. Sebastian und Afra (Sonthofen)
- St.-Afra-Kirche in Täferrot, Baden-Württemberg (siehe auch Ortswappen)
- St. Afra (Theinselberg), Bayern
- St. Afra (Trier), Rheinland-Pfalz -abgegangen-
- Afrakirche (Urbach), Baden-Württemberg
- St. Afra (Würzburg), ehemaliges Kloster in Würzburg; siehe Kilianeum (Würzburg)#Gebäudehistorie

## Weitere
- Ste-Afre (Riedisheim), Elsass, Frankreich
- St. Afra-Kapelle (Klosterneuburg), Österreich